# خیارج
خیارج از توابع دهستان رامند جنوبی بخش رامند شهرستان بوئین‌زهرا در استان قزوین است. این روستا در ۴۹ درجه و ۴۳ دقیقهٔ طول جغرافیایی و ۳۵ درجه و ۴۸ دقیقهٔ عرض جغرافیایی قرار دارد. خیارج از جنوب به دانسفهان، از شمال و شرق به مرکز دهستان خوزنین و از غرب به روستای یارآباد و جعفرآباد منتهی می‌شود. مردم روستای خیارج مسلمان و پیرو مذهب شیعه جعفری هستند و به زبان تاتی صحبت می‌کنند.

## تاریخچه
وجود دریای خزر در شمال استان و دشت‌های منحصربه‌فرد قزوین را معبر لشکرکشی‌ها و مهاجرت‌های کرده است. بر اساس حفاری‌های انجام گرفته در تپه‌های تاریخی قره تپه، تپه زاغه و تپه قبرستان در روستای سگزآباد قدمت سکونت و شهرنشینی در این منطقه به شش هزار سال پیش از میلاد می‌رسد. به دلیل سابقه مدنیت در این منطقه، بازمانده‌های تمدن نیز قابل توجه‌اند که از جمله آن‌ها می‌توان به وجود قوم تات و رایج بودن زبان تاتی در اقصی نقاط این استان اشاره نمود. از آن جا که زبان تاتی پیوندی عمیق با زبان پهلوی، اوستایی، تالشی و … دارد، به جرئت می‌توان گفت خیارج و مردم آن از جمله قدیمی‌ترین نسل‌های مردمان ایرانی از نژاد آریایی دانست. از میان نژادهای موجود در قزوین از جمله لک، لر، شاهسون، افشار، مراغی و تات، گروه اخیر از جمله اولین گروه‌های مهاجر آریایی در این منطقه هستند. در استان قزوین با وجود مشکلات عدیده در طول تاریخ هنوز هم چندین شهر و روستا به زبان تاتی تکلم می‌کنند که نشان پیوند عمیق آنان با این زبان است.
شاردن، جهانگرد معروف، در سیاحت‌نامهٔ خود (ص ۴۹) در توصیف خیارج می‌نوسید:
«کیاره قصبهٔ بزرگی است و در وسط دشت زیبا و مصفّایی واقع شده است. در آن کاروان سرایی وجود ندارد، ولی در این قصبه ۱۵ تا ۲۰ خانه و باغچهٔ بزرگ وجود دارد که صاحبانش در آن‌ها را به روی عابرین و واردین باز گذاشته‌اند و برای سکونت و استراحت مسافران تخصیص داده‌اند و بسیار نظیف و تمیزتر از کاروان‌سراها است. وسایل استراحت مسافران در این منازل کاملاً آماده و مهیا بوده و خیلی خوب و عالی است، ولی توقف در آن‌ها برای عابرین، بسیار گران تمام می‌شود.»

## جغرافیا
ارتفاع متوسط روستا از سطح دریا ۱۲۸۰ متر است. از ارتفاعات روستا می‌توان به ارتفاعات رامند در ۱۵ کیلومتری روستا اشاره کرد. رودخانه فصلی خررود در ۱۰ کیلومتری روستا قرار دارد. این رودخانه از کوه‌های آق داغ (در آوج) و قیدار سرچشمه می‌گیرد. آب و هوای روستا آب و هوایی بین آب و هوای صحرایی و مدیترانه‌ای است و در کل معتدل به‌شمار می‌آید. جمعیت روستا به خاطر مهاجرت‌های گاه گاه اهالی هر چند سال یکبار دست‌خوش تغییر می‌شود و اکثر جوانان روستا برای کار در کارخانجات یا کارگری به شهرهایی مثل قزوین، کرج و تهران می‌روند. شغل اکثر مردم کشاورزی است و محصول عمدهٔ آنان گندم، جو، صیفی جات، علوفه، انگور و… می‌باشد. انگور مهم‌ترین محصول روستا است و باغستان‌های وسیع روستا قدمتی چند ده ساله دارند. دام‌پروری نیز در روستا مرسوم است و مردم گاو، گوسفند، بز و ماکیان نگهداری می‌کنند. امروزه چند واحد مرغ داری کوچک در روستا به فعالیت می‌پردازند.
از غذاهای محلی روستا می‌توان به بلغورَ آش (آش بلغور)، دویینه آش (آش دوغ)، پُرشیکَه (آش اُماج)، انجیمک، مارجیمک اشاره کرد. زنان روستا نیز برای شب‌های طولانی زمستان و شب‌نشینی‌ها خوراکی‌هایی از قبیل، باسلوق، شیرمال محلی، گندم بو داده و… آماده می‌کنند.
روستا از طریق جاده‌های بوئین‌زهرا - زنجان و تهران – همدان قابل دسترسی است که راه‌های مزبور از طریق دو راه آسفالته در محله‌های لب استخر و سرمزاران (در زبان محلی سَمزارون) به روستا متّصل می‌شوند.

## واژه‌شناسی
روستا به زبان محلی خیاره خوانده می‌شود. در مورد وجه تسمیه روستا چند نظر وجود دارد:
۱. لغت‌نامه دهخدا واژهٔ خیاره را به عنوان دارای اختیار و مستقل بیان کرده است.
۲. خیار به مجموعه‌ای از افراد نیک گفته می‌شود. با توجه به اینکه کلمه خُوار در زبان تاتی به معنی نیک می‌باشد و شاید به مرور به خیار تبدیل شده است.
۳. خیارج به معنای برگزیده شده می‌باشد، که البته اول به نام خیارح بوده و بومیان منطقه نیز به همین نام خطابش می‌کنند و در زمان ناصرالدین‌شاه و ثبت روستاها به خیارج تبدیل شده است.
.۴ واژهٔ خیارج برگزیده از رودخانهٔ خررود است که به ساکنان کناره‌های آن خیاریج گفته می‌شود، در اصطلاح مردم عام خیارج به جوب‌هایی که آب خررود در آن جریان میافت خارو گفته می‌شود با پسوند ج به افراد ساکن در این مکان خاروئیج و به تدریح خیاریج گفته می‌شود
این امر نشان از قدمت بالای این روستا دارد

## دیرینگی
در مورد قدمت تاریخی روستا سند مکتوبی در دست نیست. اما با توجه به سفال‌های به‌دست آمده از تپه قدیمی روستا که دارای نقوش، شکل‌ها و خطوط موازی و افقی و مویی شکل و لعاب‌های آبی رنگ است احتمال این که تپه مربوط به زمان اشکانیان باشد را تقویت می‌نماید. روی تپهٔ روستا مسجدی وجود داردکه به قول عامه مردم قبلهٔ آن رو به بیت‌المقدس بوده و در چند دهه پیش تغییر یافته است که این نشان از قدمت روستاست، هرچند با توجه به تغییر قبله پیش از ورود اسلام به ایران نمی‌تواند درست باشد. تکلم مردم روستا به زبان تاتی که از زبان‌های کهن ایران است نیز نشانهٔ دیگری بر قدمت روستاست. سهند ایرانمهر در رمان  " گزارش اخرین تابستان " ( نشر ثالث )که رمانی با درونمایه طنز سیاسی و اجتماعی است فضای کلی رمان را در موقعیت جغرافیایی روستایی به نام خیار قلعه توصیف کرده است (درباره رمان ) که در واقع همان روستای خیارج است.  در سرشماری عمومی نفوس و مسکن ۱۳۹۰ جمعیت روستا ۱٬۰۷۰ نفر اعلام شده است. ترکیب طایفه‌ای نیز بدین صورت است:
1. آقاعلی اولادها که امروزه آقاعلیخانی، علیخانی، آقاعلی و عاقلی نامیده می‌شوند و در محله سرمزاران ساکنند.
2. امیر اولادها که امروزه امیری نامیده می‌شوند و در محله سرمزاران ساکنند.
3. سلیمان اولادها که امروزه سلیمانی و سلیمان خانی نامیده می‌شوند و در محله قره باغ ساکنند.
4. هاشم اولادها که امروزه هاشم خانی نامیده می‌شوند و در محله هاشم اولادان ساکنند.
5. میرزا حسین اولادها که امروزه میرزا حسینی نامیده می‌شوند و در محله لب استخر ساکنند.
6. تقی اولادها که امروزه تقی خانی نامیده می‌شوند و در محله لب استخر ساکنند.
7. محمد اولادها که امروزه محمدخانی نامیده می‌شوند.
8. حیدراولادها که به همین نام خوانده می‌شوند و در محله لب استخر و مرکزی ساکنند.

و سایر فامیل‌های محدودتر که در چهار محله روستا پراکنده‌اند.

## رویدادها
در ۱۰ شهریور سال ۱۳۴۱ (۱ سپتامبر ۱۹۶۲) در شهرستان بوئین‌زهرا زلزلهٔ مهیبی رخ داد. در این زلزله ۹۱ روستا به کلی ویران شد. ۱۲٬۲۰۰ نفر کشته شدند و بیش از ۳۰۰ روستا آسیب کلی و جزئی دیدند. روستای خیارج نیز در آن زلزله آسیب دید و ۲۸ کشته و تعدادی مجروح داشت و بسیاری از خانه‌ها ویران گشتند.

## نگارخانه

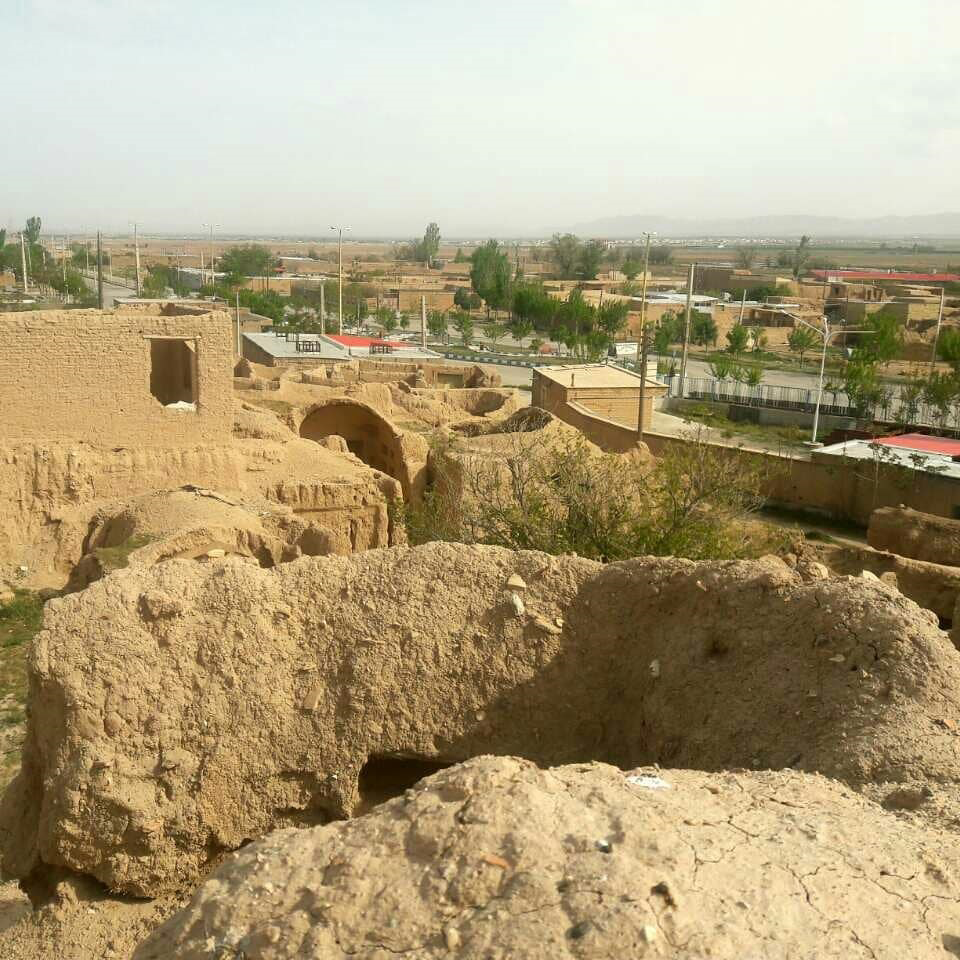
نمایی از خیارج
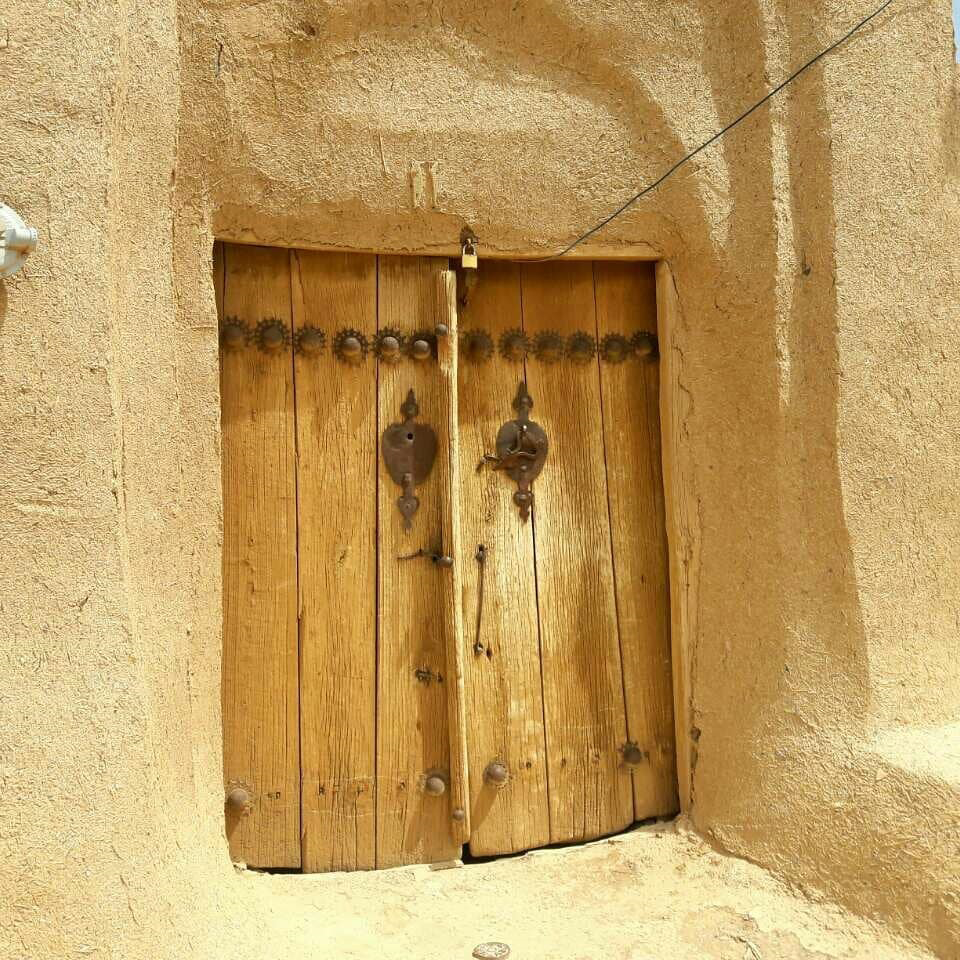
خیارج و خانه‌های قدیمی
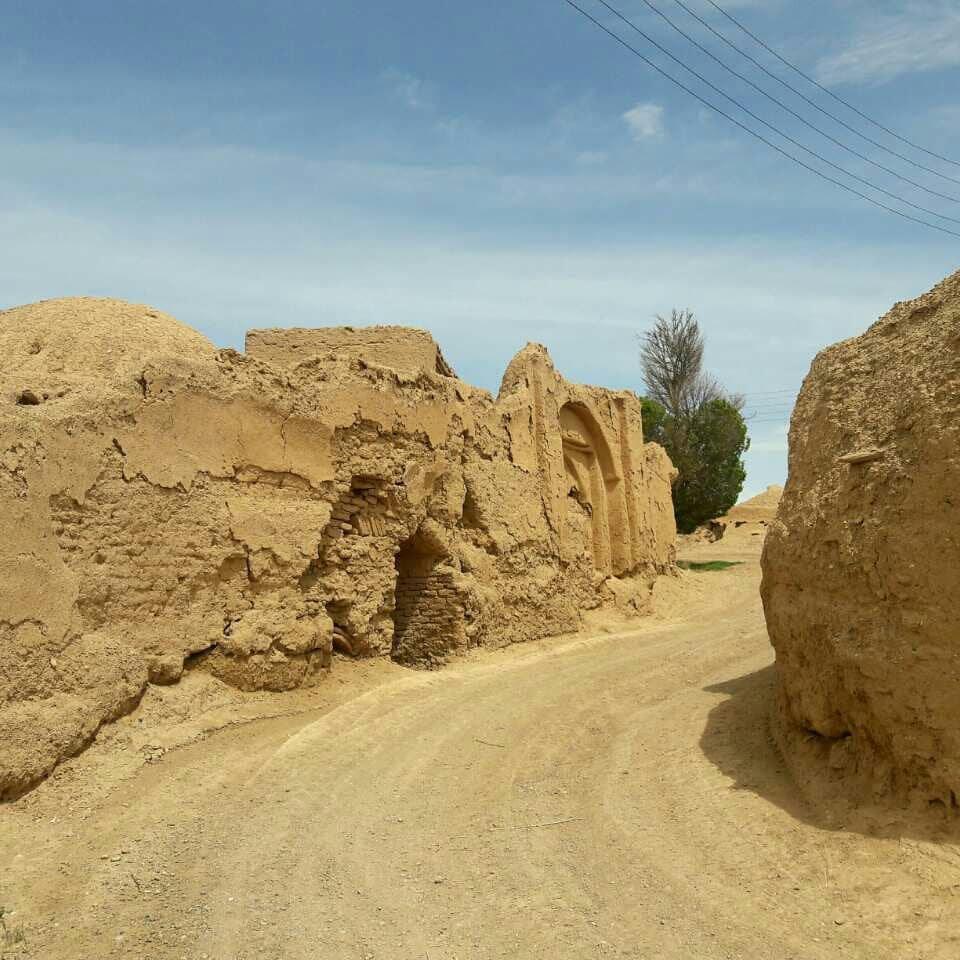
خیارج و خانه‌های قدیمی